# Tauschia tenuifolia
Tauschia tenuifolia là một loài thực vật có hoa trong họ Hoa tán. Loài này được (S. Watson) Mathias & Constance miêu tả khoa học đầu tiên năm 1941.